# The Baby of Mâcon
Pour plus de détails, voir Fiche technique et Distribution.
The Baby of Mâcon est un film britannique réalisé par Peter Greenaway et sorti en 1993.

## Synopsis
Au milieu du XVIIe siècle, à la Cour de Cosme III de Médicis, une troupe d'acteurs jouent une pièce semblable à une parabole sur la naissance d'un bébé issu d’une femme soi-disant vierge, ce qui va produire une vague d’hystérie collective religieuse dans la ville de Mâcon, dont les habitants sont stériles depuis une génération.

## Fiche technique
- Titre français : The Baby of Mâcon
- Réalisation : Peter Greenaway
- Scénario : Peter Greenaway
- Pays de production : Royaume-Uni
- Format : Couleurs - 35 mm - 2,35:1 - Dolby
- Genre : drame
- Durée : 122 minutes
- Date de sortie :
  - Royaume-Uni : 17 septembre 1993
  - France : 5 janvier 1994

## Distribution
- Julia Ormond : la fille
- Ralph Fiennes : le fils de l'évêque
- Philip Stone : l'évêque
- Jonathan Lacey : Cosimo Medici
- Don Henderson : le père confesseur
- Celia Gregory : la mère supérieure
- Jeff Nuttall : le majordome
- Jessica Hynes : sage-femme
- Kathryn Hunter : sage-femme
- Gabrielle Reidy : sage-femme
- Frank Egerton : The Prompter
- Phelim McDermott : le premier tuteur
- Tony Vogel : le père
- Tatiana Strauss : la première nonne
- Louisa Milwood-Haigh : la seconde nonne

## Distinction
Sauf information contraire les données contenues dans cette section sont confirmables par MUBI.

### Festival
- 1993 :  
  - Festival de Cannes 1993 - Hors compétition[3].
  - Toronto International Film Festival - Sélection officielle
  - Festival international du film fantastique de Catalogne - Lauréat : Best Cinematography
  - Camerimage - Sélection officielle

## Critique
L'année de sa sortie Ulrich Greiner du Die Zeit qualifie le film d'un mélange de « conte de fées de Noël de la plus sombre espèce, de meurtre et de musique, de luxure et de terreur ». Le Monde salue quant à lui le film.